# МКС-70
МКС-70 — семидесятий довготривалий екіпаж Міжнародної космічної станції. Його робота розпочалась 27 вересня 2023 року з моменту відстиковки від станції корабля Союз МС-23 та тривала понад 191 день — до 6 квітня 2024 року. Експедиція складалась із декількох етапів — на станції працювали екіпажі кораблів Союз МС-24, SpaceX Crew-7, SpaceX Crew-8, Союз МС-25, її також відвідав екіпаж приватної місії Axiom Mission 3.

## Екіпаж
На першому етапі (з 27 вересня 2023) у складі експедиції працювало 7 космонавтів, це екіпажі кораблів Союз МС-24 та SpaceX Crew-7. Протягом 20 січня — 7 лютого 2024 на МКС перебувала приватна місія Axiom Mission 3 із чотирма космонавтами. 5 березня 2024 прибув корабель SpaceX Crew-8 із чотирма космонавтами. 11 березня від станції від'єднався корабель SpaceX Crew-7 із чотирма космонавтами на борту. 25 березня до станції прибув корабель Союз МС-25 із трьома космонавтами. 6 квітня 2024 від станції від'єднався корабель Союз МС-24 із трьома космонавтами.

## Хід місії
27 вересня 2023 року, о 07:54 (UTC), від станції від'єднався корабель Союз МС-24 із трьома космонавтами (Сергій Прокоп'єв, Дмитро Петелін та Франсіско Рубіо). На цьому завершилась робота 69-ї експедиції та розпочалась 70-та у складі семи космонавтів.
26 жовтня 2023 року, космонавти Олег Кононенко та Микола Чуб здійснили вихід у відкритий космос, що тривав 7 год. 41 хв. Було перевірено стан зовнішнього радіатора на модулі «Наука», встановлено комунікаційне обладнання та запущено мікросупутники.
1 листопада 2023 року, астронавтки NASA Жасмин Могбелі та Лорел О'Хара здійснили вихід у відкритий космос, що тривав 6 год. 42 хв. За повідомленнями керівників проєкту та NASA, астронавтки виходили p МКС у відкритий космос для проведення заміни частин сонячної батареї, але на висоті 258 миль (415 кілометрів) над Землею вони втратили сумку з інструментами. Наразі сумка з інструментами отримала позначення Космічних сил США 58229/1998–067WC у системі каталогізації штучних об'єктів на орбіті Землі.
11 листопада 2023 року, о 10:07 (UTC), до модуля "«Гармоні» станції пристикувався вантажний корабель SpaceX CRS-29. Він доставив продукти харчування, розхідні матеріали та обладнання для наукових досліджень.
29 листопада о 07:55 UTC вантажний корабель Прогрес МС-23 від'єднався від станції та за декілька годин згорів в атмосфері Землі.
3 грудня об 11:18 (UTC) до модуля «Поіск» МКС пристикувався вантажний корабель Прогрес МС-25. Він доставив 2528 кг вантажів, серед ких — пливо, питна вода, наукове обладнання, продукти харчування тощо.
21 грудня о 22:05 (UTC) вантажний корабель SpaceX CRS-29 від'єднався від станції. Невдовзі він успішно опустився в Тихому океані неподалік Флориди та доставив на Землю результати наукових експериментів.
22 грудня о 13:06 (UTC) за допомогою крану Канадарм2 вантажний корабель Cygnus NG-19 було від'єднано від станції. Його було завантажено побутовим сміттям, невдовзі він має згоріти в атмосфері у ході зведення з орбіти.
20 січня 2024 о 10:42 (UTC) до МКС пристикувався корабель приватної місії Axiom Mission 3 із чотирма космонавтами на борту (Майкл Лопес-Алегрія, Вальтер Вілладеї, Альпер Гезеравджи та Маркус Вандт). На станції стало 11 осіб.
1 лютого о 12:14 (UTC) до станції за допомогою крану Canadarm2 було пристиковано вантажний корабель Cygnus NG-20. Він доставив 3726 кг різноманітних вантажів — продукти харчування, наукове обладнання тощо.
7 лютого о 14:20 (UTC) корабель місії Axiom Mission 3 із чотирма космонавтами на борту від'єднався від станції.
17 лютого о 06:06 (UTC) до станції пристикувався вантажний корабель Прогрес МС-26. Він доставив 1478 кг вантажу, серед якого — паливо, кисень, вода, продукти харчування тощо.
5 березня о 07:28 (UTC) корабель SpaceX Crew-8 із чотирма космонавтами на борту (Меттью Домінік, Майкл Барратт, Джанетт Еппс та Александр Гребьонкін) пристикувався до модуля Гармоні станції. Екіпаж МКС став нараховувати 11 осіб.
11 березня о 15:20 (UTC) від станції від'єднався корабель SpaceX Crew-7 із чотирма космонавтами на борту (Жасмин Могбелі, Андреас Могенсен, Сатосі Фурукава та Костянтин Борисов). Вони працювали на МКС понад 6 місяців. У складі експедиції залишилось 7 космонавтів.
23 березня об 11:19 (UTC) до станції за допомогою крана Канадарм2 пристикувався вантажний корабель SpaceX CRS-30. Він доставив на МКС наукове обладнання та витратні матеріали.
25 березня о 15:03 (UTC), до МКС пристикувся корабель Союз МС-25 із трьома космонавтами (Олег Новицький, Трейсі Дайсон та Марина Василевська). На борту станції стало 10 космонавтів.
6 квітня 2024 о 03:54 (UTC) від станції від'єднався корабель Союз МС-24 із трьома космонавтами (Олег Новицький, Лорел О'Хара та Марина Василевська). На цьому завершилась робота 70-ої експедиції та почалась 71-ої.